# Official Information Act 1982
Der Official Information Act 1982 ist ein Gesetz in Neuseeland, das der Bevölkerung des Landes im Rahmen der Informationsfreiheit einen angemessenen Zugang zu allen amtlichen Informationen ermöglicht, sofern nicht höhere staatlichen Interessen dagegen stehen. Das Gesetz zählt mit zu den verfassungsgebenden Gesetzen des Landes.

## Geschichte
Vor 1982 waren die Weitergaben von stattlichen Informationen durch den Official Secrets Act 1951 unter Strafe gestellt. Welche Informationen der Öffentlichkeit zugänglich gemacht werden konnte, entschied die Regierung bzw. die Minister. Die Weitergabe von Informationen durch Staatsbedienstete ohne besonderen Grund und Genehmigung war deshalb eine Straftat.
Ab der 1960er Jahre wuchs in der Öffentlichkeit der Druck auf die Regierung Informationen des Staates der Bevölkerung zugänglich zu machen. Eine zu dem Thema eigens eingerichtete Royal Kommission kam 1962 zu dem Ergebnis, dass staatliche, regionale und kommunale Verwaltung eine öffentliche Angelegenheit sei und die Bürger ein Informationsrecht darauf haben. Die Verabschiedung von Gesetzen zur Informationsfreiheit in einigen anderen Staaten der Welt sorgten schließlich auch in Neuseeland für Druck auf die Regierung gleiches zu tun. 1977 brachte zunächst Richard Prebble, ein damaliger Parlamentarier der New Zealand Labour Party, die seiner Zeit noch in der Opposition war, ein Gesetz zur Informationsfreiheit ins Parlament ein, das jedoch nicht über eine zweite Lesung im Parlament hinauskam. 1979 formte sich die Coalition for Open Government im Rahmen ihrer Opposition gegen Robert Muldoons „Think Big“-Programm. Die Koalition warb intensiv für den Official Information Act 1982 und war später maßgeblich an der Ausarbeitung des Gesetzes beteiligt.
1978 setzte die Regierung das Committee on Official Information, das in der Öffentlichkeit nach dem Ausschussvorsitzenden Alan Danks, Danks Committee genannt wurde, ein, um Empfehlungen für ein Informationsfreiheitsgesetz zu erhalten. 1981 legte der Ausschuss seinen Bericht vor und empfahl, staatlichen Informationen für die Öffentlichkeit frei zu geben, es sei denn, gute Gründe des Staates sprächen dagegen. Entscheidungen über die Zurückhaltung von Informationen sollten von einem Ombudsmann (einem unabhängigen Beamten des Parlaments) überprüft werden können.

## Ziele des Gesetzes
Der nachfolgend ausgearbeitete Official Information Act 1982 verfolgte drei generelle Ziele:
- die Verfügbarkeit amtlicher Informationen für die Bevölkerung Neuseelands schrittweise zu erhöhen, um
  - ihre effektivere Beteiligung an der Ausarbeitung und Verwaltung von Gesetzen und Politiken zu ermöglichen und
  - die Rechenschaftspflicht von Ministern der Krone und Beamten zu fördern,
- jeder Person einen angemessenen Zugang zu den sie betreffenden amtlichen Informationen zu gewähren,
- amtliche Informationen in dem Maße zu schützen, wie es mit dem öffentlichen Interesse und der Wahrung der persönlichen Privatsphäre vereinbar ist.[6]

## Merkmal des Gesetzes
Ein wichtiges Merkmal des Official Information Act 1982 ist, dass das Gesetz technologieneutral ist. Es gilt unabhängig davon, wie Informationen gespeichert, verarbeitet und aufbewahrt werden. So gilt das Gesetz gleichermaßen für Informationen, egal ob sie per E-Mail versandt, in einer Datenbank oder in einer Datei auf dem Computer gespeichert sind oder auf einem Stück Papier niedergeschrieben stehen. Selbst Informationen, die sich nur im Kopf eines Beamten befinden, wären mit dem Gesetz potenziell zugänglich.